# 杜劍
杜劍（1933年—），前越南共和國海軍上校。

## 生平
杜劍1933年出生於河內。

### 軍事生涯
1963年政變期間，杜劍是越南共和國海軍雲屯號獵潛艦的指揮官。

### 1975年
1975年杜劍祕密組織了越南共和國海軍艦隊的撤離，於4月30日離開西貢。
在得到政治庇護後，杜劍定居美國，教授高中數學和科學，在新奧爾良大學攻讀了工商管理碩士課程，並在路易斯安那州的安特吉公司擔任了超過20年的成本工程師。

### 退休
1997年退休後，杜劍居住在曼德維爾。他活躍於越南裔社區，經常在當地大學和退伍軍人團體中做關於越南戰爭的講座。
杜劍與朱麗葉·凱恩（Julie Kane）合著的戰時回憶錄於1995年8月出版，書名爲《另一面：一個南越海軍軍官的戰爭》（Counterpart: A South Vietnamese Naval Officer's War）。

## 家庭
越南戰爭結束後，杜劍與家人分離了，幾個月後在菲律賓重聚，前往美國。杜劍與妻子Thom Le Do育有5个孩子和6个在美国出生的孙辈。